# レオナルド (小惑星)
レオナルド (3000 Leonardo) は、小惑星帯の小惑星。シェルテ・バスがサイディング・スプリング天文台で発見した。
中世イタリアの芸術家、技術者のレオナルド・ダ・ヴィンチに因んで名付けられた。